# Đảm bảo chất lượng
Đảm bảo chất lượng (QA) là một cách thức ngăn ngừa lỗi hoặc khuyết tật trong sản xuất và hạn chế các vấn đề khi cung cấp sản phẩm hoặc dịch vụ tới khách hàng. Theo ISO 9000 định nghĩa, đây là "một phần trong quản lý chất lượng, tập trung vào việc mang tới sự tin tưởng rằng các yêu cầu về chất lượng sẽ được đáp ứng". Việc ngăn ngừa khuyết tật trong đảm báo chất lượng có những điểm khác biệt với việc phát hiện và loại bỏ khuyết tật trong kiểm soát chất lượng. Công việc này được coi là nghiêng về bên trái trong quá trình thực hiện sản xuất vì nó tập trung vào chất lượng sớm hơn (ví dụ như tập trung ở phần bên trái của sơ đồ tuyến tính đọc từ trái sang phải).
Hai thuật ngữ "đảm bảo chất lượng" và "kiểm soát chất lượng" thường được sử dụng thay thế cho nhau để chỉ những cách bảo đảm chất lượng của dịch vụ hoặc sản phẩm.
Đảm bảo chất lượng bao gồm các hoạt động hành chính và thủ tục được thực hiện trong một hệ thống chất lượng để các yêu cầu và mục tiêu đối với sản phẩm, dịch vụ hoặc hoạt động sẽ được đáp ứng. Việc đo lường có hệ thống, so sánh với tiêu chuẩn, giám sát các quá trình và phản hồi theo vòng lặp của quá trình này sẽ giúp ngăn ngừa lỗi. Điều này trái ngược với kiểm soát chất lượng, vốn chỉ tập trung vào đầu ra của quá trình.